# Mona-Liisa Nousiainen
Mona-Liisa Nousiainen (geboren Malvalehto, Rovaniemi, 20 juli 1983 – 29 juli 2019) was een Finse langlaufster.

## Carrière
Nousiainen maakte haar wereldbekerdebuut in november 2001 in Kuopio, in maart 2002 scoorde ze in Stockholm haar eerste wereldbekerpunten. Tijdens de wereldkampioenschappen langlaufen 2005 in Oberstdorf eindigde de Finse als zevende op de sprint. In maart 2005 behaalde Malvalehto in Lahti haar eerste toptienklassering in een wereldbekerwedstrijd. Op de wereldkampioenschappen langlaufen 2007 in Sapporo eindigde ze als twaalfde op de sprint.
Op 12 januari 2013 boekte ze in Liberec haar eerste wereldbekerzege.
Nousiainen overleed in 2019 op 36-jarige leeftijd aan een langdurige ziekte.

## Resultaten

### Olympische Spelen
| Jaar | Plaats | Resultaten              |
| ---- | ------ | ----------------------- |
| 2014 | Sotsji | KF Sprint (vrije stijl) |

### Wereldkampioenschappen
| Jaar | Plaats     | Resultaten                   |
| ---- | ---------- | ---------------------------- |
| 2005 | Oberstdorf | 7e Sprint (klassieke stijl)  |
| 2007 | Sapporo    | 12e Sprint (klassieke stijl) |

### Wereldbeker
Eindklasseringen
| Seizoen   | Algm | DI  | SP  |
| --------- | ---- | --- | --- |
| 2001/2002 | 71e  | –   | 47e |
| 2002/2003 | 61e  | –   | 43e |
| 2003/2004 | 64e  | 58e | 45e |
| 2004/2005 | 39e  | –   | 18e |
| 2005/2006 | 58e  | –   | 32e |
| 2006/2007 | 27e  | –   | 11e |
| 2007/2008 | 38e  | –   | 24e |
| 2008/2009 | 82e  | –   | 57e |
| 2011/2012 | 40e  | –   | 18e |

Wereldbekerzeges
| Nr. | Datum           | Plaats  | Onderdeel                |
| --- | --------------- | ------- | ------------------------ |
| 1.  | 12 januari 2013 | Liberec | Sprint (klassieke stijl) |